# Checotah
Checotah és una ciutat dels Estats Units a l'estat d'Oklahoma. Segons el cens del 2000 tenia 3.481 habitants.

## Demografia
Segons el cens del 2000, Checotah tenia 3.481 habitants, 1.389 habitatges, i 912 famílies. La densitat de població era de 150,3 habitants per km².
Dels 1.389 habitatges en un 31,5% hi vivien nens de menys de 18 anys, en un 44,9% hi vivien parelles casades, en un 17,7% dones solteres, i en un 34,3% no eren unitats familiars. En el 31,5% dels habitatges hi vivien persones soles el 18,4% de les quals corresponia a persones de 65 anys o més que vivien soles. El nombre mitjà de persones vivint en cada habitatge era de 2,39 i el nombre mitjà de persones que vivien en cada família era de 2,98.
Per edats la població es repartia de la següent manera: un 26,1% tenia menys de 18 anys, un 8,2% entre 18 i 24, un 23,7% entre 25 i 44, un 20,3% de 45 a 60 i un 21,7% 65 anys o més.
L'edat mediana era de 39 anys. Per cada 100 dones de 18 o més anys hi havia 72,5 homes.
La renda mediana per habitatge era de 22.029 $ i la renda mediana per família de 30.741 $. Els homes tenien una renda mediana de 26.094 $ mentre que les dones 17.298 $. La renda per capita de la població era de 15.921 $. Entorn del 16,1% de les famílies i el 20,4% de la població estaven per davall del llindar de pobresa.

## Poblacions més properes
El següent diagrama mostra les poblacions més properes.